# Pseudoathyreus damara
Pseudoathyreus damara es una especie de coleóptero de la familia Geotrupidae.

## Distribución geográfica
Habita en Damara (África).